# 32.º Regimiento Antiaéreo (motorizado mixto)
El 32.° Regimiento Antiaéreo (motorizado mixto) (Flak-Regiment. 32 (gem. mot.)) fue una unidad de la Luftwaffe durante la Segunda Guerra Mundial.

## Historia
Fue formado el 1 de octubre de 1937 en Berlín-Heiligensee, a partir del II./12° Regimiento Antiaéreo, con 1. - 5. Baterías. En enero de 1942 es redesignado como 32° Batallón Antiaéreo de Reserva, y más tarde en 1942 como 327° Batallón Antiaéreo Pesado. Reformado en febrero de 1943 a partir del Batallón Antiaéreo (mixto) del 100° Batallón de Campaña de la Luftwaffe.

## Servicios
- octubre de 1937 – febrero de 1938: bajo el II Comando Superior de Artillería Antiaérea del Distrito Aéreo.
- febrero de 1938 – julio de 1938: bajo el III Comando Administrativo Aéreo.

julio de 1938 – agosto de 1939: bajo el 1° Comando de Defensa Aérea.
- 1939: el XI Comando Aéreo (Hamburgo).
- abril de 1940: en Narvik, pero perdió todo su equipo en la ruta.
- 1940: en Occidente (101° Regimiento Antiaéreo/I Cuerpo Antiaéreo).
- 1941 – 1942: en la Rusia Central (182° Regimiento Antiaéreo).
- 1943 – 1944: en Ostaschkin, Gussov, Kamjenesk y Kamianets-Podilskyi (grandes pérdidas).
- 1 de noviembre de 1943: bajo la 15° División Antiaérea (153° Regimiento Antiaéreo).
- 1 de enero de 1944: bajo la 15° División Antiaérea (4° Regimiento Antiaéreo).
- 1 de febrero de 1944: bajo la 10° División Antiaérea (153° Regimiento Antiaéreo).
- 1 de marzo de 1944: bajo la 10° División Antiaérea (153° Regimiento Antiaéreo).
- 1 de abril de 1944: bajo la 10° División Antiaérea (153° Regimiento Antiaérea).
- 1 de mayo de 1944: bajo la 17° División Antiaérea (153° Regimiento Antiaéreo).
- 1 de junio de 1944: bajo la 17° División Antiaérea (153° Regimiento Antiaéreo).
- 1 de julio de 1944: bajo la 17° División Antiaérea (153° Regimiento Antiaéreo).
- 1 de agosto de 1944: bajo la 17° División Antiaérea (153° Regimiento Antiaéreo).
- 1 de septiembre de 1944: bajo la 17° División Antiaérea (134° Regimiento Antiaéreo).
- 1 de octubre de 1944: bajo la 17° División Antiaérea (134° Regimiento Antiaéreo).
- 1 de noviembre de 1944: bajo la 17° División Antiaérea (134° Regimiento Antiaéreo).
- 1 de diciembre de 1944: bajo la 17° División Antiaérea (17° Regimiento Antiaéreo).
- 1945: casi destruida en el Vístula, restos en Silesia (I Cuerpo Antiaéreo).